# Schultesia benthamiana
Schultesia benthamiana är en gentianaväxtart som beskrevs av Johann Friedrich Klotzsch och August Heinrich Rudolf Grisebach. Schultesia benthamiana ingår i släktet Schultesia och familjen gentianaväxter. Inga underarter finns listade i Catalogue of Life.